# Squamosala nigrostigmata
Squamosala nigrostigmata är en fjärilsart som beskrevs av George Thomas Bethune-Baker 1904. Squamosala nigrostigmata ingår i släktet Squamosala och familjen snigelspinnare. Inga underarter finns listade i Catalogue of Life.